# 萊昂芒廷 (紐約州村)
萊昂芒廷（英語：Lyon Mountain）是位於美國紐約州克林頓縣的普查規定居民點。

## 人口
根據2020年美國人口普查的數據，萊昂芒廷的面積為27.25平方千米，當中陸地面積為27.23平方千米，而水域面積為0.02平方千米。當地共有人口421人，而人口密度為每平方千米15.45人。